# ヴェーデル
ヴェーデル（あるいはヴェデル、ウェデル）はポーランドの有名菓子ブランド。多種の高級チョコレート、ケーキ、スナック菓子を製造している。ポーランド国内ではキャンディーのブランドとしても知られ、国内のキャンディー市場におけるシェアは2005年で14%、2007年で11.7%。
2010年6月、アメリカのクラフトフーヅが保有していた株式がロッテグループへ売却され、同年9月にロッテグループ入りしたと同時に、商号をロッテウェデル（LOTTE Wedel sp. z o.o.）へ変更した。

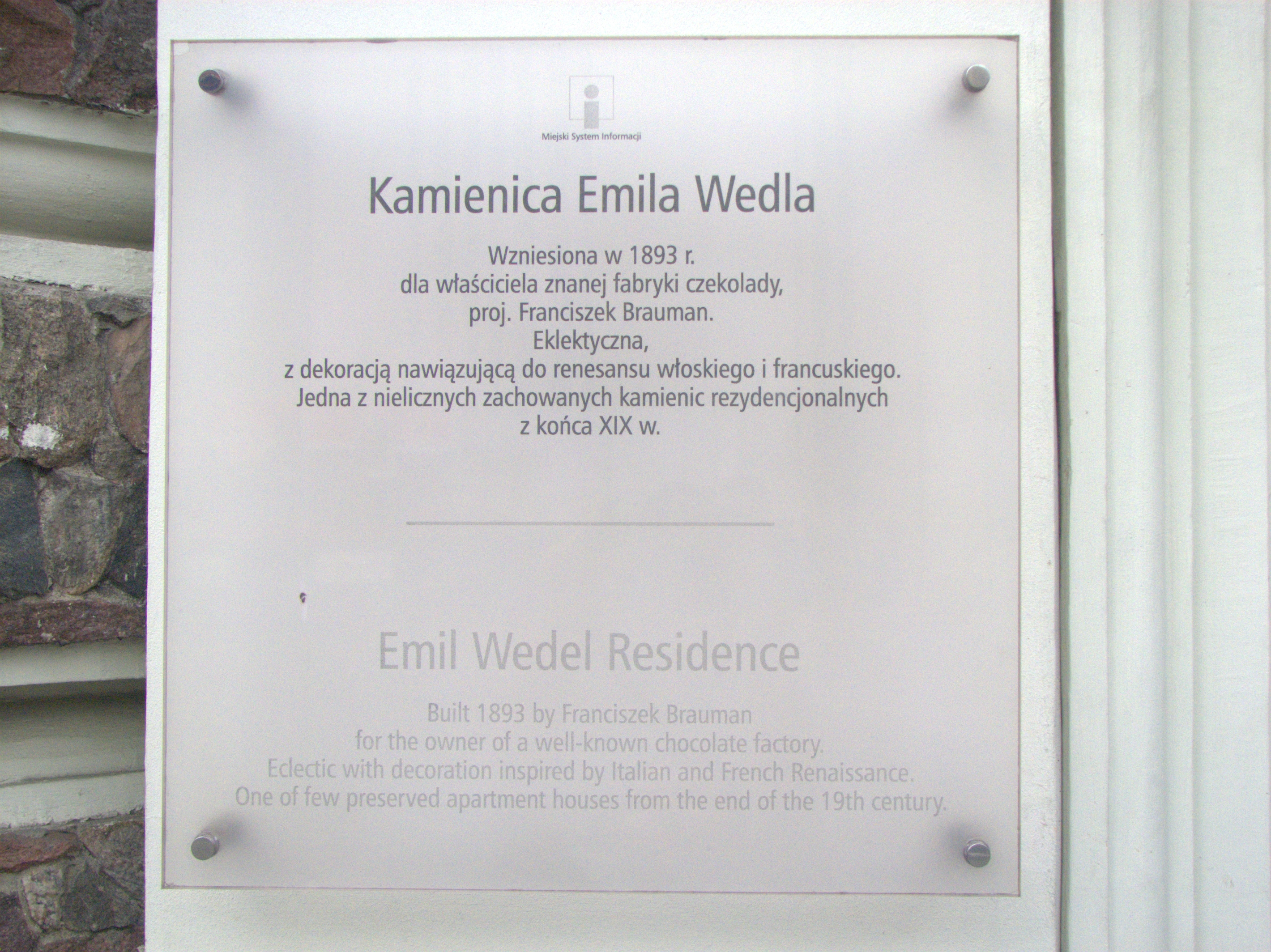
エミール・ヴェーデルの家の前の案内板

## 歴史

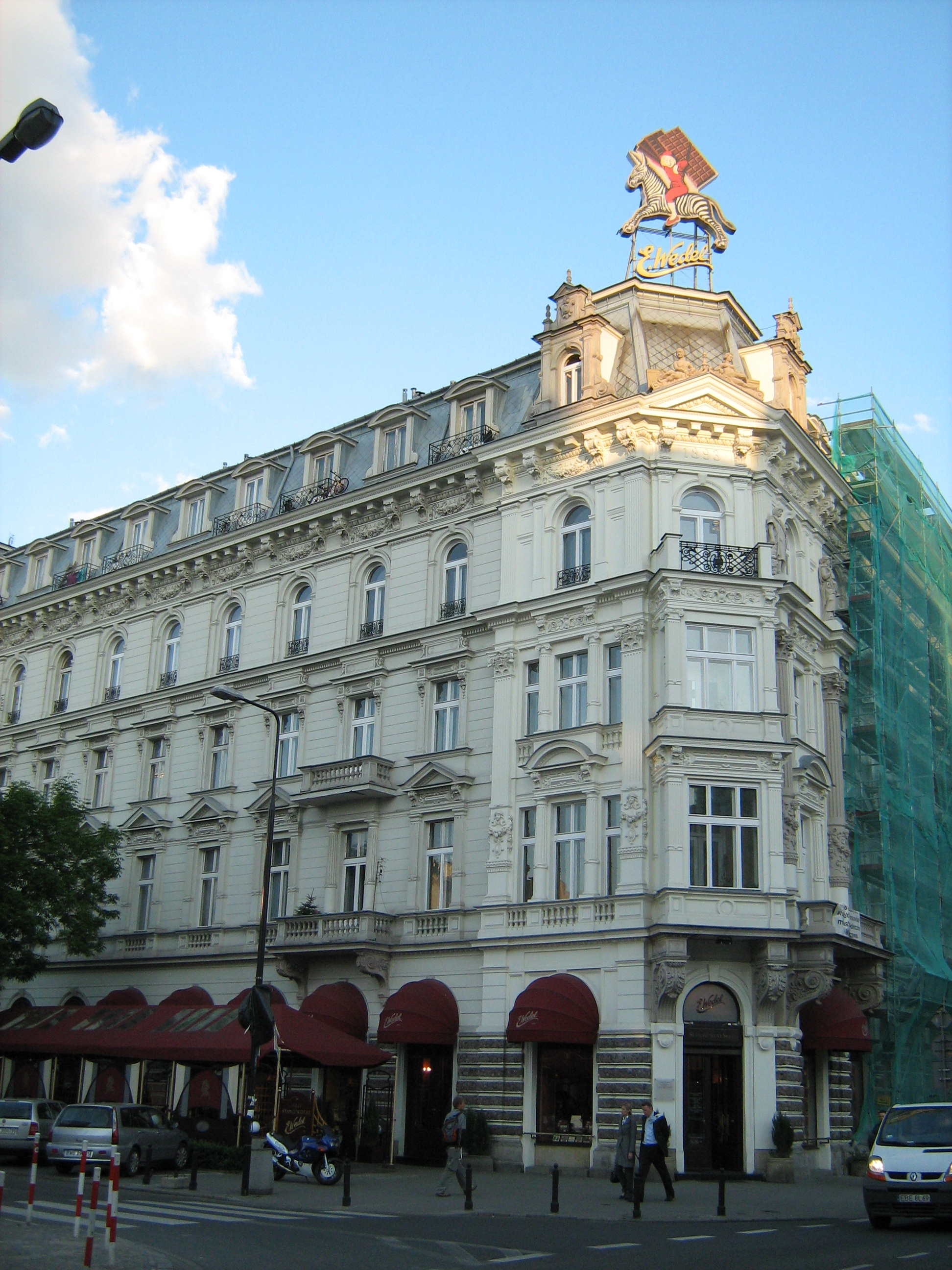
ワルシャワのヴェーデル本店

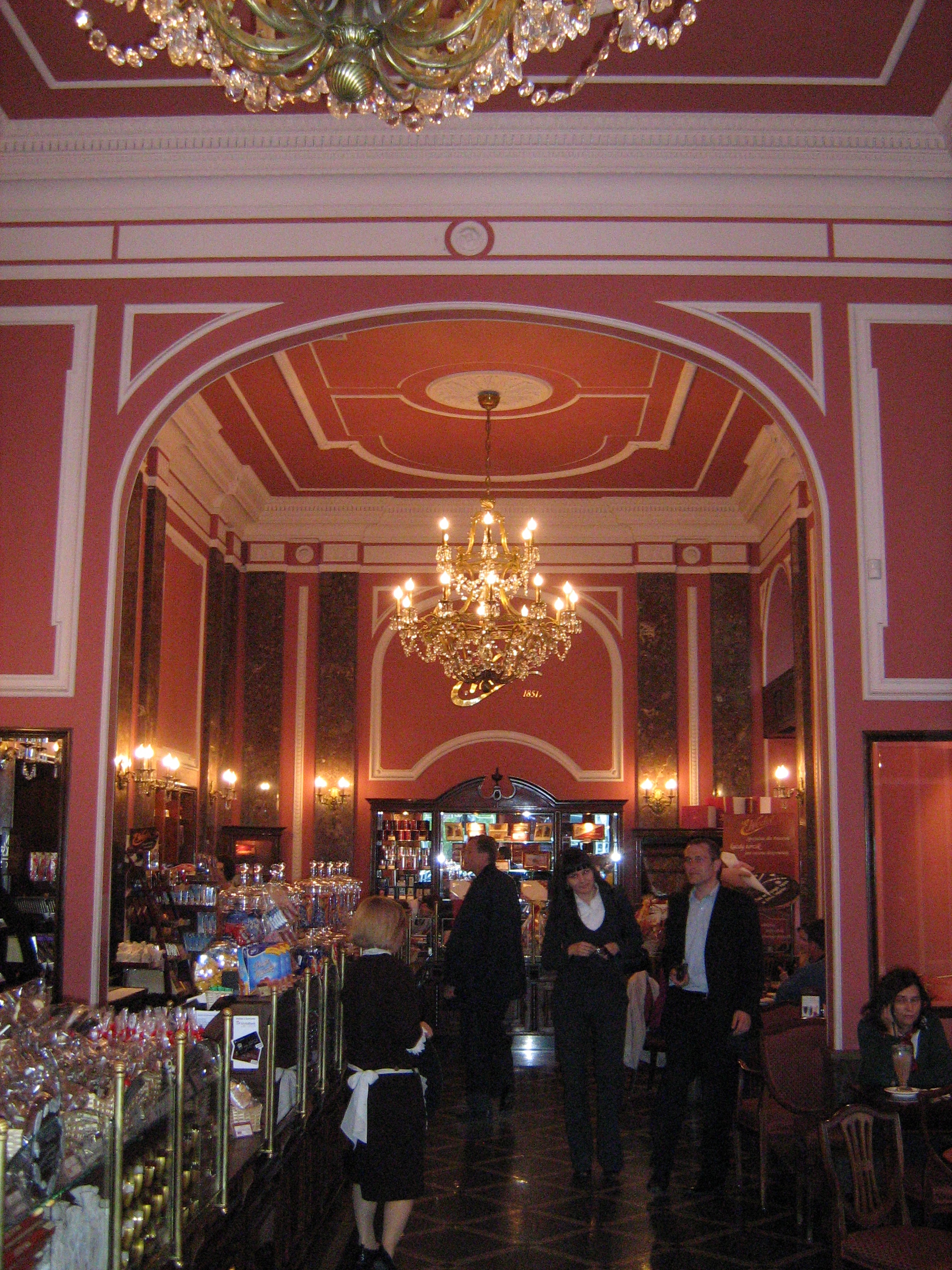
ワルシャワのヴェーデル本店の内部

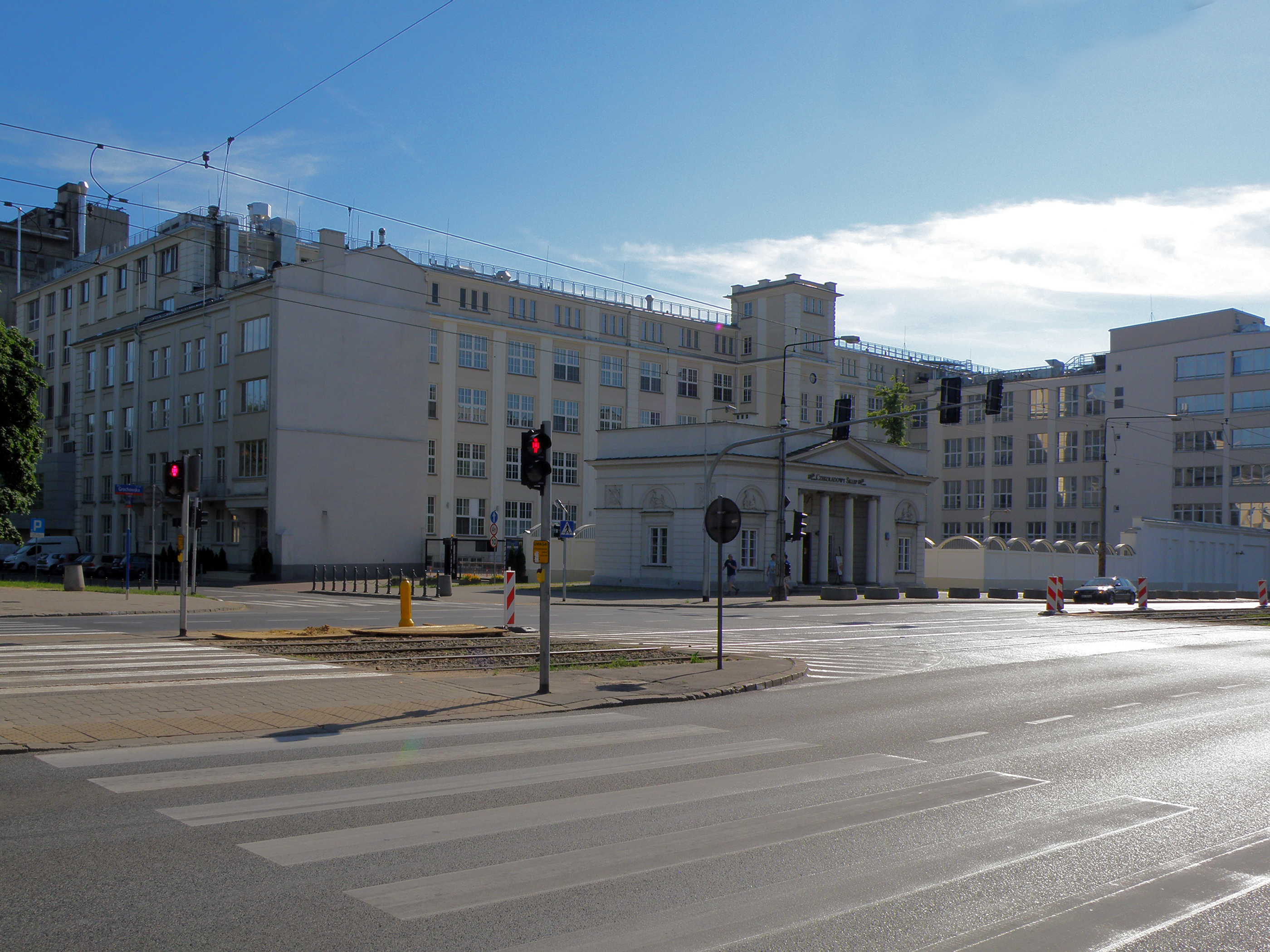
プラガ地区のヴェーデル第2工場（ワルシャワ、1934年操業開始）
ギリシャ風（新古典様式）の建物は工場の直売所

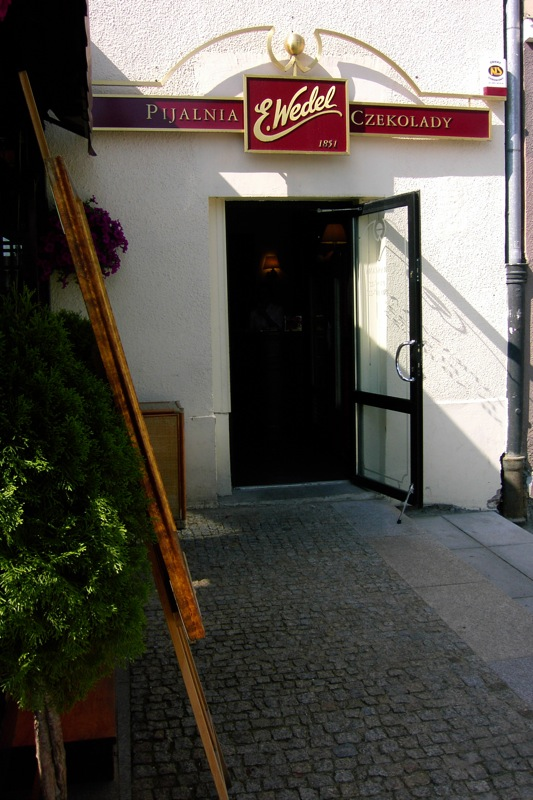
ビャウィストク市内のヴェーデル・チョコレート・カフェ

### 創業期
1845年、ドイツ人のキャンディー職人だったカロル・エルネスト・ヴェーデル（ドイツ語：カール・エルネスト・ヴェーデル (Karol Ernest Wedel) ）（1813-1902）がワルシャワに来て、1851年に創業した（ポーランド分割時代に定住した）。当時の本店および工場は「ミォドーヴァ（はちみつ）通り」にあった。ヴェーデルのロゴはカロル・ヴェーデルのサイン。カロルの息子エミール・アルベルト・フリデリック・ヴェーデル（1841-1919）は、事業を受け継ぐ。カロルは息子エミールの名前を社名（E.Wedel）にした。

#### ヤン・ヴェーデル
戦前のヴェーデルの最後のオーナーとなるヤン・ヴェーデル（-1960）は「ポーランドのウィリー・ウォンカ（『チャーリーとチョコレート工場』に出てくるチョコレート工場主で、映画版ではジョニー・デップが演じた）」と呼ばれる。1894年、本社工場が現在も本店があるワルシャワの「シュピタルナ（病院）通り」に移転。1934年、世界恐慌のなかヤンはプラガ地区で当時のポーランドの最新設備を備えた第2工場の稼動開始。ヴェーデル社は福利厚生の高い充実度でも知られていた。自前のデイケアセンター、保育所・幼稚園、病院、社員食堂といった施設をヨーロッパで初めて整備した企業の一つであり、優秀な従業員には金利ゼロの住宅ローンが褒賞として提供された。こういった福利厚生モデルはポーランド社会党から賞賛された。このようにヴェーデルは第二次世界大戦以前のポーランドにおける成功した民間企業の一つで、ロンドンとパリにも支店を構えていた。

#### 反独闘争の闘士として
ヤン・ヴェーデルは戦争については自分の考えがあった。ヴェーデル社の工場は1944年までは稼動していた。占領者のナチス・ドイツがヘルベルト・バッケの発案でワルシャワ市民に対する飢餓政策を採った際、ヴェーデルは市民のためにパンなどの基本的な食料を秘密生産した。当時はポーランド人が食料を秘密生産していることが見つかればその場で射殺されるという残酷な占領政策がとられていたが、ドイツ人の先祖を持つポーランド人のヤンはドイツ人たちから勝手に「ドイツ人」扱いされていたので、このことを逆手にとったのである。占領者だったドイツ軍からの食料拠出命令には経営者と従業員が一丸となってサボタージュ戦術で対抗、またポーランド人地下教育活動の拠点として市民に自社を提供した。 血筋からいえば本人はドイツ系であるにもかかわらず、ヤンはナチス・ドイツへは協力せず、「自分はポーランド人である」と言い、ドイツ民族登録リストであるフォルクスリステへの署名を拒否し続けた。そのためナチスはヤンとヴェーデル従業員たちを迫害した。戦争はポーランドとヴェーデル社を破壊した。ワルシャワ蜂起の後、ワルシャワの建物はことごとく破壊された。

### 共産主義者による国営化
戦争が終わるとヴェーデルは自社工場を再建したが、共産主義者のポーランド人民共和国政府は企業や私有農地の国営化のため接収した。1944年7月22日に共産主義勢力がポーランドの独立を宣言すると、ヴェーデルの本社工場は「7月22日工場」と改名された。しかし共産主義者たちはヴェーデルのブランド名とロゴを使用し続けることにした。共産主義者たちは10年間はロゴなしでやってみたものの、ロゴがあったほうが輸出の際に有利であることに気づいた。しかも「シュピタルナ通り」のヴェーデル本店の建物はワルシャワ市民の手によって元通りの姿に正確に再建されていた。製品は世界30カ国に輸出され、「ヴェーデル」のブランドは再び各国で定着し貴重な外貨を稼いだ。ヤン・ヴェーデルは1960年に死去した。

### 再び民間企業として
1989年に共産主義体制が終了すると、ヴェーデルは民営化した。しかし共産主義時代を経てヴェーデル一族をはじめとした戦前の株主たちやその子孫は、ヴェーデルの経営に関するノウハウや独自の人材を失っていたので、彼らだけではヴェーデルの経営を行うことが難しくなっていた。そこで、1991年にアメリカの食品コングロマリットであるペプシコ社が5000万-6000万ドルでヴェーデル株式の過半を買収し、同年11月26日にヴェーデル社はワルシャワ証券取引所に株式上場を果たした。ヴェーデルの売り上げは1995年に2億ドルを突破した。製品の10%は輸出された。当時の主な輸出先はイギリス、アメリカ、カナダであった。1997年にはペプシコ社がヴェーデル社の発行株の全てを取得し、ヴェーデル社はワルシャワ証券取引所から退いた。ワルシャワの事業部の従業員数は1998年には1100人となった。

#### キャドバリー＝ヴェーデル・ポルスカ
キャドバリー・シュウェップス社（のちのキャドバリー社）がポーランドに投資を始めたのは1993年にさかのぼる。同社は下シロンスク県のビェラニー・ヴロツワフスキェに自社のチョコレート工場を作り自社製品を生産していた。
1999年、キャドバリー・シュウェップスはヴェーデルとその工場をペプシコ社から譲渡された。買収金額は7650万ドル。ワルシャワのプラガ地区にあるヴェーデル社のプラガ工場は2007年に最新式に改装された。これにより新しい研究所やオフィスと、ヴェーデルの売れ筋である「鳥のミルク」（Ptasie mleczko、マシュマロをチョコレートでコーティングした菓子）の新しい製造ラインが完成した。2007年、キャドバリー＝ヴェーデル・ポルスカ社はヴァウブジフ広域経済特区に属するオポーレ県の街スカルビミェシュに1億ポンドのチューインガム工場を建設した。この工場は現在、トライデント、スティモロール、V6、ハリウッドといったチューインガムを生産している。同社は次にこのチューインガム工場に隣接する60エーカー（0.24平方キロ）の土地の使用権を取得、2009年よりチョコレート工場として整備している。現在イギリスのブリストル近郊の街ケイシャムにあるキャドバリーのサマーデール工場で生産されていた製品は同工場の閉鎖に伴い2011年よりスカルビミェシュ工場に移管して生産することになっている。2008年にキャドバリーはポーランド情報外国投資庁（PAIiIZ）より「ポーランドにおける最も重要な投資家」の栄誉を与えられている。
ここ数年ヴェーデルは事業拡大を続け、2004年からは戦前の伝統に基づいたチョコレートショップ（ショコラティエ）を次々に開店している。

#### ロッテウェデル
2010年3月、クラフトフーヅはキャドバリー（2008年にキャドバリー・シュウェップスからシュウェップスを分離）を買収した。ヨーロッパ連合（EU）の政策執行機関であるヨーロッパ委員会（EC）は、クラフトとキャドバリー＝ヴェーデルのポーランドの菓子市場におけるシェアがあまりに大きくなることからこの買収にはヴェーデルの事業をどこか他の資本に譲渡することが必要であると裁定した。この裁定に従い、ヴェーデルはロッテ・グループに譲渡されることが2010年6月に決まった。ロッテは世界第3位のチューインガムメーカーでアジア市場では巨大な存在であるにもかかわらず、これはロッテによるヨーロッパへの最初の投資となる。。
2010年9月15日、ロッテホールディングスの佃孝之社長はワルシャワで記者会見し、同社がヴェーデルの全株式を取得したことを発表。同時に、商号をロッテウェデルに変更した。同社は、菓子ブランドとしてはポーランドおよび中・東欧地域で最高のステイタスを誇るヴェーデルを、ロッテグループによる本格的なヨーロッパ進出戦略の中核事業として位置づける方針。
2019年には、大幅にパッケージをリニューアルした。

## 主な人気商品
- 鳥のミルク（「プターシェ・ムレチュコ」Ptasie Mleczko） - チョコレートコーティングされたマシュマロ
- Delicje（「デリツィエ」、「小さいケーキ（英語のDainty）」の意味） - ジャッファ・ケーキのブランド
- Mieszanka Wedlowska（「ミェシャンカ・ヴェドロフカ」、「ヴェーデルの詰め合わせ」の意味）- チョコレートコーティングされたキャンディーの詰め合わせ
- Torcik Wedlowski（「トルチック・ヴェドロフスキ」、「ヴェーデルのケーキ」の意味） - チョコレートコーティングされた大きくて丸い形のウェハースで、手作業で模様が描かれる
- Pawełek（「パヴェウェック」、「パヴェル（男子名、英語のポール）ちゃん」の意味） - 少量のアルコールを混ぜた薫り高いフィリングの入ったチョコレート
- ホットチョコレート（「ゴロンツァ・チェコラーダ」gorąca czekolada） - 本店その他のショコラティエ＝カフェで味わうことができる濃厚なチョコレートドリンク（チェコラーダ・ピトナczekolada pitna）